# Otimização de topologia
A otimização de topologia (OT) é um método matemático que otimiza o layout do material dentro de um determinado espaço de projeto, para um determinado conjunto de cargas, condições de contorno e restrições com o objetivo de maximizar o desempenho do sistema. OT é diferente de otimização de forma e otimização de dimensionamento no sentido de que o design pode atingir qualquer forma dentro do espaço de design, em vez de lidar com configurações predefinidas.
A formulação OT convencional usa um método de elementos finitos (MEF) para avaliar o desempenho do projeto. O projeto é otimizado usando técnicas de programação matemática baseadas em gradiente, como o algoritmo de critérios de otimização, e o método de mover assíntotas ou algoritmos não baseados em gradiente, como algoritmos genéticos.
A Otimização da Topologia possui uma ampla gama de aplicações na engenharia aeroespacial, mecânica, bioquímica e civil. Atualmente, os engenheiros usam principalmente a OT no nível de conceito de um processo de design. Devido às formas livres que ocorrem naturalmente, o resultado é muitas vezes difícil de fabricar. Por esse motivo, o resultado emergente da OT é freqüentemente ajustado para a capacidade de fabricação. Adicionar restrições à formulação a fim de aumentar a capacidade de fabricação é um campo ativo de pesquisa. Em alguns casos, os resultados da OT podem ser fabricados diretamente usando a manufatura aditiva; OT é, portanto, uma parte fundamental do design para manufatura aditiva.

## Metodologias de implementação

### Discretas
Resolver problemas OT em um sentido discreto é feito discretizando o domínio do projeto em elementos finitos. As densidades do material dentro desses elementos são então tratadas como as variáveis do problema. Neste caso, a densidade do material de um indica a presença de material, enquanto zero indica a ausência de material. Devido à complexidade topológica atingível do projeto ser dependente do número de elementos, um grande número é preferido. Um grande número de elementos finitos aumenta a complexidade topológica atingível, mas tem um custo. Em primeiro lugar, resolver o sistema se torna mais caro. Em segundo lugar, algoritmos que podem lidar com um grande número de variáveis discretas com múltiplas restrições não estão disponíveis. Além disso, eles são pouco sensíveis às variações dos parâmetros.  Na literatura, foram relatados problemas com até 30000 variáveis. 

## Exemplos

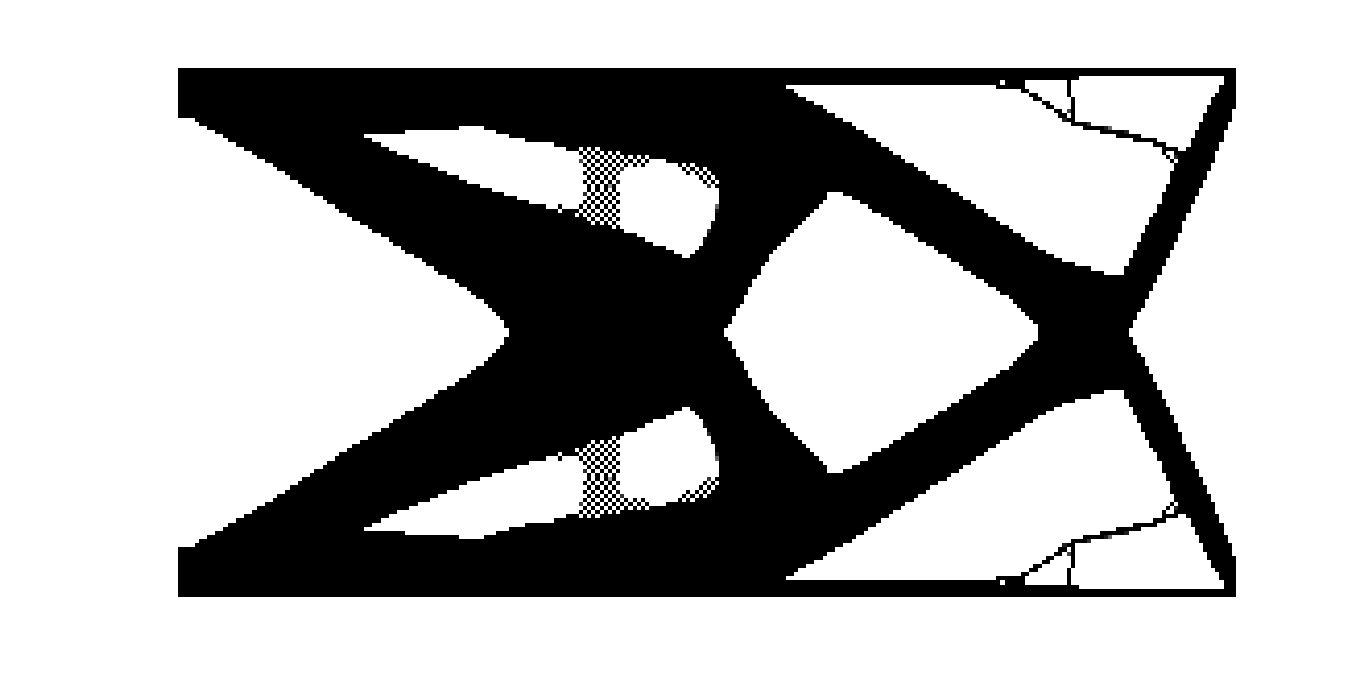
Padrões de tabuleiro de xadrez são mostrados neste resultado

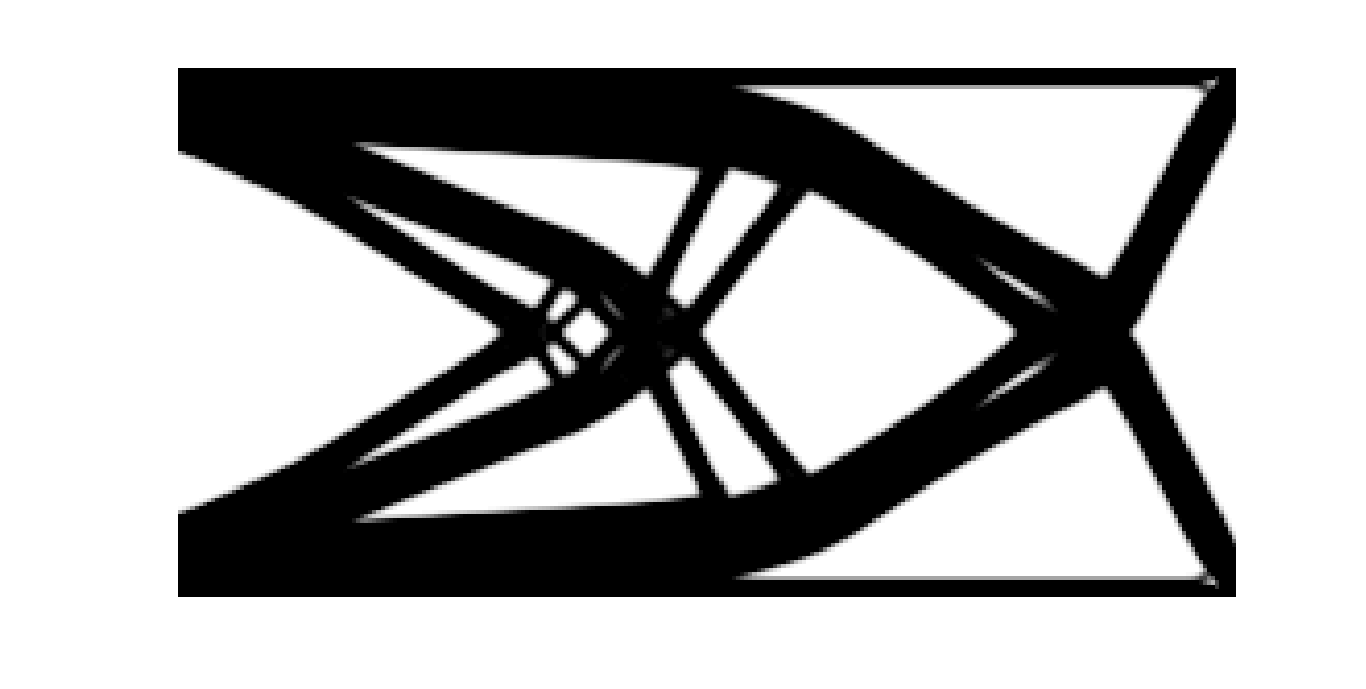
Resultado da otimização da topologia quando a filtragem é usada

### Conformidade estrutural
Uma estrutura rígida é aquela que tem o menor deslocamento possível dado um determinado conjunto de condições de contorno. Uma medida global dos deslocamentos é a energia de deformação (também chamada de complacência) da estrutura nas condições de contorno prescritas. Quanto menor for a energia de deformação, maior será a rigidez da estrutura. Portanto, a função do problema é minimizar a energia de deformação.